# Mauerbach
Mauerbach is een gemeente in de Oostenrijkse deelstaat Neder-Oostenrijk, gelegen in het district Sankt Pölten-Land (PL). De gemeente heeft ongeveer 3400 inwoners.

## Geografie
Mauerbach heeft een oppervlakte van 20,31 km². Het omvat de kadastrale gemeenten Hainbuch en Mauerbach. Het ligt in het noordoosten van Oostenrijk en grenst in het oosten aan Wenen, de hoofdstad van Oostenrijk.
Van 1956 tot en met 31 december 2016 hoorde Mauerbach bij het district Wien-Umgebung (WU). Sinds de opheffing van dit politieke district per 1 januari 2017 maakt de gemeente deel uit van het district Sankt Pölten-Land (PL).
Ebergassing · Fischamend · Gablitz · Gerasdorf bei Wien · Gramatneusiedl · Himberg · Klein-Neusiedl · Klosterneuburg · Lanzendorf · Leopoldsdorf · Maria Lanzendorf · Mauerbach · Moosbrunn · Pressbaum · Purkersdorf · Rauchenwarth · Schwadorf · Schwechat · Tullnerbach · Wolfsgraben · Zwölfaxing
- Gemeinsame Normdatei: 4115042-9
- Library of Congress Control Number: n84222010
- MusicBrainz: 4eb6cdd9-db76-4d70-b75f-aacdaa843d4b
- Nationale Bibliotheek van Tsjechië: xx0319081
- Nationale Bibliotheek van Israël: 987007559927205171
- Virtual International Authority File: 168728700
- WorldCat: E39PBJhH3Gygr4xTqCyFPMCmh3